# Simón Tadeo Espinoza Vilca
Simón Tadeo Espinoza Vilca (Vilque, 30 de octubre de 1 950 - ), es un abogado, docente en educación, ingeniero agrónomo y político peruano. Fue alcalde del Distrito de Vilque durante el periodo 1 987-1 989.

## Biografía
Nació en el Distrito de Vilque, Puno, Perú, hijo de Alipio Espinoza Coronel y Leopolda Vilca Ticona. Realizó sus estudios primarios y secundarios en la Gran Unidad Escolar de San Carlos. Entre los años 1 970 y 1 975. Cursó estudios superiores simultáneos en la Facultad de Ciencias Agrarias de la Universidad Nacional del Altiplano de Puno (UNAP), optando el título profesional de Ingeniero Agrónomo y estudios concluidos en la Carrera de Topografía, entre 1 986 y 1 991. Cursó estudios simultáneos en la Facultad de Ciencias de la Educación de la UNAP, optando el título profesional de Licenciado en Educación con mención en la especialidad de  Físico-Matemática  y entre 1 993 y      1 999 estudió en la Escuela Profesional de Derecho de la Facultad de Ciencias Jurídicas y Políticas de la UNAP, optando el tercer título profesional de  Abogado. Actualmente, es miembro del Colegio de Ingenieros del Perú, Colegio de Profesores del Perú y del Ilustre Colegio de Abogados de Puno.
En las Elecciones Municipales de 1 986, fue elegido Alcalde de la Municipalidad Distrital de Vilque (Período: 1 987-1 989) por el Partido Aprista Peruano, en reemplazo de su inmediato antecesor Juan Gonzales Quispe, siendo su sucesor inmediato Sulpicio Miguel Pineda Barriga, efectuando gestiones de relevancia en beneficio del Pueblo de Vilque que lo eligió. 

## Historial electoral
| PROCESO ELECTORAL           | CARGO AL QUE POSTULÓ | ORGANIZACIÓN POLÍTICA   | CIRCUNSCRIPCIÓN      | RESULTADOS | RESULTADOS | RESULTADOS        | RESULTADOS | REF.        |
| PROCESO ELECTORAL           | CARGO AL QUE POSTULÓ | ORGANIZACIÓN POLÍTICA   | CIRCUNSCRIPCIÓN      | ELEGIDO    | VOTOS      | % DE VOTOS        | POSICIÓN   | REF.        |
| --------------------------- | -------------------- | ----------------------- | -------------------- | ---------- | ---------- | ----------------- | ---------- | ----------- |
| Elecciones Municipales 1986 | Alcalde Distrital    | Partido Aprista Peruano | Puno - Puno - Vilque | Sí         | 525        | \| \| 71.526 % \| | 1          | [ 4 ] [ 5 ] |
|                             | 71.526 %             |                         |                      |            |            |                   |            |             |